# Складское свидетельство
Складское свидетельство — ценная бумага, подтверждающая принятие товара на хранение на товарном складе.
Свидетельство фактически является доказательством заключения договора хранения, хотя собственно хранение и оформляется отдельным договором. При заключении договора хранения поклажедателю вручается складское свидетельство или квитанция. В отличие от квитанции свидетельство является ценной бумагой на предъявителя, то есть при передаче складского свидетельства происходит передача указанных в нём прав.
Товарный склад обязан хранить товары поклажедателя и вернуть их за определённое в договоре хранения вознаграждение; при этом за выплату вознаграждения отвечает поклажедатель, а не обладатель складского свидетельства. Если держатель свидетельства не стал забирать товар со склада в указанный в свидетельстве срок, то товар возвращается поклажедателю.
Законодательство РФ различает:
- Простое складское свидетельство — ценная бумага на предъявителя, подтверждающая право получения товара со склада.
- Двойное складское свидетельство — именная ценная бумага (передача с помощью индоссамента), состоящая из двух частей. Одну часть (варрант) можно использовать для передачи в залог, а другую использовать для распоряжения товаром (например, для продажи или обмена). Для получения товара со склада нужно предъявить обе части свидетельства.